# Munksunds AB
Munksunds AB var ett företag som bildades 1926 efter att AB Ytterstfors-Munksund gått i konkurs 1925.
Konkursboet bjöds ut på offentlig auktion i Munksund den 1 september  1926 och de nästintill enda spekulanterna var Selebolagen som representerade Handelsbanken. De övertog all verksamhet som funnits i AB Ytterstfors-Munksund utom sågverken i Furuögrund, Brännfors, Karlsborg och Luleå järnverk. Brännfors såg blev dock en del av koncernen året där på när Munksunds dotterbolag, Byske trämassefabrik, köpte upp det. När Ivar Kreuger sedan startade Svenska Cellulosa AB (SCA) 1929 blev Munksunds AB ett av dess dotterbolag.
Företagsledningen beslöt att bygga en sulfatfabrik för att kunna ta hand om sågspån från sågverken och i februari 1928 stod fabriken klar. Den var konstruerad för en tillverkning av 30 000 ton massa om året, men redan året efter var kapaciteten uppe i 40 000 ton.
Fabriken hade två torkmaskiner och massabalarna transporterades till lagret med hjälp av en linbana.
År 1954 uppgick Munksunds AB i SCA.